# 주유 (소부)
주유(朱鮪, ? ~ ?)는 중국 현한·후한의 무장이자 관료다. 회양군 사람이다. 원래 녹림군의 일원으로 한 경시제를 추대했고, 경시제의 경쟁자인 유인을 모살했으나, 경시제와 의견이 달라 갈라선 채 유인의 동생 후한 광무제와 싸우다 투항했다.

## 생애
녹림군의 일원으로, 지황 3년(22년) 녹림군이 근거지에 역병이 돌아 흩어질 때, 왕광·왕봉·마무 등의 지당으로서 장앙 등과 함께 그들을 따라 전수군(前隊郡, 한의 남양군)으로 들어갔다. 이쪽 녹림군의 분파를 신시병(新市兵)이라 한다. 이해 겨울 전한 용릉절후 가문의 유인이 용릉병을 일으키자 그 부름에 응해 용릉병과 또다른 녹림군의 분파 평림병의 진목(陳牧) 등과 함께 남양군 극양현을 함락했다. 지황 4년(23년), 녹림군에서 한나라 종실로 황제를 추대할 때 신시병과 평림병은 경시제를 추천했고, 하강병의 지도자 왕상과 남양군의 사대부들이 유인을 추천했으나 장앙 등과 함께 반대해 결국 음력 2월, 다른 녹림군들의 지도자들과 함께 경시제를 추대했다. 경시제에게서 대사마로 임명되었다.
이해 음력 5월에 대사도 유인은 전수군의 치소 완현을 함락하고, 유인의 동생 유수(후한 광무제)는 음력 6월에 곤양 전투에서 신나라를 무찔러 형제의 위명이 드높아지므로 경시제는 이들을 두려워했고, 한번 유인을 죽이려 했으나 우물쭈물하여 계획을 실행하지 못했다. 그러던 차에 유인의 장수 유직(劉稷)이 경시제에게 반항해 경시제가 유직을 죽이려 하는데 유인이 다투니, 이일(李軼)과 함께 이를 기회로 유인을 사로잡아 그날 바로 죽이게 했다. 10월, 경시제가 낙양으로 천도한 후, 하북을 원정할 장군을 찾으니 유인의 후임 대사도 유사가 유수를 추천했을 때 반대했고 경시제도 의심했는데, 유사가 강력히 권해 결국 유수는 하북으로 출정했다. 유인이 죽은 후 유인의 교위였던 잠팽을 자기 교위로 거느렸고, 신나라의 양주목 이성(李聖)을 무찔러 죽여 회양을 평정한 후 잠팽을 회양교위로 추천했다.
경시 2년(24년) 장안으로 천도한 이후 이송·조맹 등이 공신들을 왕으로 세울 것을 주장하자 전한 고제의 명령에 따라 유씨가 아니면 왕이 될 수 없다고 반대했으나, 경시제는 동성제후왕과 이성제후왕을 모두 세우고 주유도 교동왕에 봉했다. 유씨 종실이 아니므로 왕이 될 수 없다고 한사코 사양하니, 도리어 경시제의 눈밖에 나 대사마를 셋으로 나눠 자신은 좌대사마가 되고 유사가 전대사마를 맡고 조맹은 우대사마를 맡았다. 경시제가 조맹을 신임하여 정사가 어지러워지자 무음왕(舞陰王) 이일과 함께 산동을 천단했다.
경시제의 명령으로 이일과 늠구왕(廩丘王) 전립(田立)과 백호공(白虎公) 진교(陳僑)와 함께 호왈 30만 군대를 거느리고 하남태수 무발(武勃)과 함께 낙양을 지켰다. 광무제는 이들에 맞서 하내군을 지킬 사람으로 풍이를 맹진장군으로 삼고 구순을 하내태수로 삼았다. 구순은 이일을 꾀는 편지를 보냈고, 이일이 이에 응했는데, 광무제가 이일을 믿지 못해 이일이 구순과 내통한 편지를 공개하자 사실을 알게 되고 화를 내 사람을 보내 이일을 찔러 죽였다. 이일의 무리들은 붕괴되어 많이 광무제에게 투항했다. 광무제가 북쪽으로 갔고 하내는 고립되었다고 여겨, 경시 3년(25년) 봄, 토난장군(討難將軍) 소무(蘇茂)와 부장 가강(賈彊)에게 3만 여명을 거느리고 온현을 치게 했고, 자신은 수만 명을 거느리고 평음현을 쳤다. 그러나 구순과 풍이가 보낸 교위에게 소무가 지고 가강은 전사했고, 이내 자신도 풍이와 구순의 공격을 받아 낙양으로 달아났다. 낙양성은 두려움에 빠져 낮에도 성문을 걸어잠갔다. 음력 3월에는 경시제가 보낸 승상 이송과 함께 적미군과 홍농군 모향에서 싸웠으나 대패했다.
음력 7월, 낙양에서 후한의 대사마 오한·대사공 왕량(王梁)·건의대장군 주우(朱祐)·정위 잠팽·우장군 만수·집금오 가복(賈復)·효기장군 유식(劉植)·양북장군(揚北將軍) 견담(堅鐔)·적사장군(積射將軍) 후진(侯進)·편장군 풍이·채준·왕패(王霸) 열두 장수들에게 포위됐고, 음력 8월에는 전립이 후한에 투항했다. 그러나 낙양성을 몇 달 동안 굳게 지켜내 함락되지 않게 했다. 10월 28일, 광무제는 주유의 옛 교위인 잠팽을 보내 주유를 설득하게 했고, 둘은 노고를 주고받으며 환담을 했다. 그러나 잠팽이 항복을 권하자 일단 거절했다.
“대사도(광무제의 형 유인)가 해를 입었을 때 이 (주)유도 공모했습니다. 또 경시제가 소왕(광무제의 당시 작호)을 북벌하도록 보내는 것도 반대했지요. 제 죄가 매우 큼을 압니다.”
잠팽에게 이 말을 전해들은 광무제는 답했다.
“큰 일을 세우려는 자는 작은 원한을 꺼리지 않는다. (주)유가 지금 만약 항복하면, 관작을 지켜 주겠으니, 하물며 주벌하겠느냐? 하수에 걸고 말한다. 나는 말을 먹지[식언(食言)하지] 않는다.”
잠팽에게 광무제의 대답을 전해듣자, 성 위에서 밧줄을 내리고 말했다.
“믿을 만하다면, 이 밧줄을 잡고 올라오오.”
잠팽이 밧줄을 잡고 올라가려 하니, 그 진실함을 보고 투항했다. 5일 후, 경기병을 이끌고 잠팽에게 찾아갔고, 남은 장수들에게는 성을 굳게 지키면서 자기가 돌아오지 못하면 언왕(郾王 - 윤존)에게 귀부하도록 명령했다. 그리고 면박하고 잠팽과 함께 하양으로 갔다. 광무제는 주유의 결박을 풀고 만나본 후, 다시 주유와 함께 성으로 돌아갔다. 다음날 아침, 성중의 무리와 함께 투항했다. 11월 3일(음력 9월 신묘일)이었다. 이후 평적장군(平狄將軍)·부구후(扶溝侯)가 되고, 관직은 소부까지 올랐다. 그리고 자손들은 작위를 대대로 이어받았다.